# Sigrun Smola
Sigrun Smola (geborene Heß) ist Medizinerin und Virologin. Sie ist Professorin und Direktorin des Instituts für Virologie am Universitätsklinikum des Saarlandes. Ihre Forschungsschwerpunkte liegen auf durch Humane Papillomviren (HPV) hervorgerufene Tumorerkrankungen – neben Gebärmutterhalskrebs auch andere Krebsarten –  und neuen therapeutischen Ansätze dazu. Außerdem untersucht sie mit ihrem Team die Bedingungen, unter denen nach Organtransplantationen Virusinfektionen und andere Komplikationen auftreten.

## Werdegang
Sigrun Heß studierte ab 1984 zunächst Psychologie an der Universität Heidelberg, wechselte dort 1985 jedoch ins Fach Humanmedizin. Nach dem Abschluss 1991 war sie ab 1992 als wissenschaftliche Mitarbeiterin am Institut für Immunologie der LMU München tätig, wo sie auch 1993 promovierte. Sie wechselte 1995 an das Institut für Virologie der Uniklinik Köln und leitete dort von 1999 bis 2003 eine unabhängige Nachwuchsforschungsguppe. In dieser Zeit wurde sie vom Wissenschaftsministerium NRW durch das Research Innovation Program gefördert. 2001 legte sie die Prüfung zur Fachärztin für Mikrobiologie, Virologie und Infektionsepidemiologie ab und habilitierte sich im Jahr darauf im Fach Virologie, gefolgt von einem Heisenberg-Stipendium an der Universität Köln 2003 bis 2004. Im Anschluss übernahm sie eine Professur und die stellvertretende Leitung des Instituts für Virologie.
Im Jahr 2009 folgte Smola einem Ruf als Professorin ans Institut für Virologie des Universitätsklinikums des Saarlandes nach Homburg. Dort hatte sie unter anderem die Ämter der stellvertretende Forschungsdekanin und der Vizepräsidentin für Studium und Lehre inne.
Smola ist Mitglied in mehreren Fachgesellschaften, unter anderem ist sie Vorsitzende der Zentralen Kommission für die Biologische Sicherheit und Vorstandsmitglied der Gesellschaft für Virologie sowie stellvertretende Sprecherin der Arbeitsgruppe Virologie in der Abteilung Experimentelle Krebsforschung der Deutschen Krebsgesellschaft.
Smolas Arbeitsgruppe am Universitätsklinikum des Saarlandes entschlüsselte einen bisher unbekannten Mechanismus der Haut-Papillomviren, der die krebsfördernde Wirkung von UV-Licht noch verstärkt. In dem Verbundprojekt xploit ist ihr Institut daran beteiligt, Modelle zu entwickeln, um Komplikationen nach Transplantationen – etwa Virusinfektionen – bei den behandelten Personen besser vorhersagen und ihnen damit entgegenwirken zu können. Im Bereich Versorgungsforschung analysiert Smola für das Saarland als Modellregion erstmals die Wirksamkeit von Präventionsmaßnahmen gegen das Zervixkarzinom. Im Sommer 2020 startete Smola im Auftrag des Gesundheitsministeriums die Saarlandweite Coronavirus-Antikörper-Prävalenzstudie (SaarCoPS) um festzustellen, wie hoch der Anteil der Menschen im Saarland ist, die bereits Antikörper gegen das neue Coronavirus SARS-CoV-2 entwickelt haben bzw. an COVID-19 erkrankt sind. Es nehmen über 2000 Personen an der Studie teil. Sie stellen die erste repräsentative Stichprobe für ein deutsches Flächenland dar. Im Spätherbst 2020 werden die ersten Auswertungen erwartet, von denen man hofft, dass sie auf die ganze BRD übertragbar sind.

## Schriften (Auswahl)
- Stimulation humaner Monozyten über ihren Komplementrezeptor für C3b (CR1, CD35) zur Freisetzung von Interleukin-1, Prostaglandin E2 und Sauerstoffradikalen. (Dissertation, Uni Köln 2003). Heidelberg 1992.
- Die Bedeutung der CD40L-CD40 Interaktion für die Funktion und Abwehr viral transformierter Zellen. (Habilitationsschrift). Köln 2001.
- Anna M. Marthaler, Marta Podgorska, Pascal Feld, Alina Fingerle, Katrin Knerr-Rupp: Identification of C/EBPα as a novel target of the HPV8 E6 protein regulating miR-203 in human keratinocytes. In: PLOS Pathogens. Band 13, Nr. 6, 22. Juni 2017, ISSN 1553-7374, S. e1006406, doi:10.1371/journal.ppat.1006406, PMID 28640877, PMC 5481020 (freier Volltext) – (plos.org [abgerufen am 20. März 2020]).<